# Pete Pihos
Peter Louis „Pete“ Pihos (* 22. Oktober 1923 in Orlando, Florida; † 16. August 2011 in Winston-Salem, North Carolina), Spitzname: „Big Dog“, war ein US-amerikanischer American-Football-Spieler. Er spielte unter anderem als Wide Receiver in der National Football League (NFL).

## Jugend
Pihos' Familie wanderte ursprünglich aus Griechenland in die USA ein. Er wuchs, nachdem seine Familie aus Florida umgezogen war, in Chicago auf und besuchte dort die High School. Sein Vater wurde ermordet und Pihos entschloss sich, nach der High School Jura zu studieren, da ein Tatverdächtiger freigesprochen worden war. Kurz vor seinem Studienabschluss verwarf er sein Vorhaben und machte einen Abschluss in Betriebswirtschaft. Aufgrund seiner athletischen Fähigkeiten stand aber auch einer Sportkarriere nichts im Wege.

## Karriere

### College
Pihos erhielt 1942 ein Stipendium an der Indiana University und spielte für die Indiana Hoosiers überwiegend auf der Position eines Defensive End, kam aber auch zeitweise als Wide Receiver und Fullback zum Einsatz. 1943 wurde er zur US Army eingezogen und kehrte erst nach Beendigung des Zweiten Weltkriegs 1945 zu seinem alten College zurück. Bis zu seinem Studienabschluss 1946 erhielt er als Mannschaftskapitän in der Regel Einsatzzeit als Fullback, da er bereits ein Jahr zuvor von den Philadelphia Eagles verpflichtet worden war, war sein Weg zum Footballprofi vorgezeichnet.

### NFL
Pihos wurde von den Eagles im NFL Draft 1945 in der fünften Runde an 41. Stelle ausgewählt. Pihos schloss sich aber erst nach seinem Studium 1947 der Mannschaft aus Philadelphia an. Bei den Eagles kam Pihos ausschließlich als Wide Receiver zum Einsatz und entwickelte sich zu einem der besten Spieler auf dieser Position. Unter Head Coach Greasy Neale gewann Pihos zweimal die NFL Meisterschaft – 1948 gegen die Chicago Cardinals mit 7:0 und 1949 mit Quarterback Tommy Thompson gegen die Los Angeles Rams mit 14:0. Im zweiten Spiel konnte Pihos einen Touchdown auf Pass von Thompson erzielen.
Pihos stellte mehrere Saisonbestleistungen in der NFL auf. 1953 bis 1955 fing er die meisten Pässe in der Liga und konnte 1953 mit zehn die meisten Touchdowns in einer Saison erzielen. 1953 und 1955 erzielte er die meisten Yards aller Wide Receiver. 1955 gab Pihos nach 107 Spielen seine NFL Laufbahn, in welcher er nur ein Spiel verpasst hatte, auf. Als Wide Receiver gelangen ihm 61 Touchdowns in seiner NFL-Karriere.

## Ehrungen (Auswahl)
Pihos spielte sechsmal in einem Pro Bowl und wurde achtmal von der amerikanischen Presse in das All-Pro-Team gewählt. Er war Mitglied in der Pro Football Hall of Fame, in der College Football Hall of Fame, in dem National Football League 1940s All-Decade Team und in der Eagles Hall of Fame.

## Nach der Laufbahn
Pihos arbeitete nach seiner Spielerlaufbahn in der Wirtschaft. Er war verheiratet und hatte fünf Kinder. Pihos litt an der Alzheimer-Krankheit, an deren Folgen er am 16. August 2011 verstarb. Er ist auf dem Bethel United Methodist Church Cemetery in Winston-Salem beerdigt.

## Quelle
- Jens Plassmann: NFL – American Football. Das Spiel, die Stars, die Stories (= Rororo 9445 rororo Sport). Rowohlt, Reinbek bei Hamburg 1995, ISBN 3-499-19445-7.